# Уллі Каден
Уллі Каден (нім. Ulli Kaden); 9 березня 1959, Деліч) — німецький боксер, дворазовий чемпіон Європи серед аматорів.

## Аматорська кар'єра
На чемпіонаті Європи 1981 у новоствореній категорії понад 91 кг завоював бронзову медаль.
- У чвертьфіналі переміг Іштвана Леваї (Угорщина) — 5-0
- У півфіналі програв Франческо Даміані (Італія) — 0-5

На чемпіонаті Європи 1983 завоював срібну медаль.
- У чвертьфіналі переміг Азіза Саліху (Югославія) — 5-0
- У півфіналі переміг Олександра Мірошниченко (СРСР) — 5-0
- У фіналі не вийшов проти Франческо Даміані (Італія)

На Кубку світу 1983 у півфіналі програв Франческо Даміані і отримав бронзову медаль.
Через бойкот Олімпійських ігор 1984 представниками з соціалістичних країн пропустив Олімпіаду і завоював бронзову медаль на альтернативних змаганнях Дружба-84.
На чемпіонаті світу 1986 програв у першому бою Теофіло Стівенсону (Куба).
На чемпіонаті Європи 1987 завоював золоту медаль.
- В 1/8 фіналу переміг Доріна Ракару (Румунія) — RSCI 2
- У чвертьфіналі переміг Януша Заренкевича (Польща) — 5-0
- В півфіналі переміг Б'яджо К'янезе (Італія) — 5-0
- У фіналі переміг Олександра Ягубкіна (СРСР) — 3-2

На Кубку світу 1987 переміг Леннокса Льюїса (Канада), Азіза Саліху (Югославія) та В'ячеслава Яковлєва (СРСР) і завоював золоту медаль.
На Олімпійських іграх 1988 переміг Азіза Саліху (Югославія) і програв Ленноксу Льюїсу (Канада).
На чемпіонаті Європи 1989 завоював золоту медаль.
- У чвертьфіналі переміг Ікономонью Ботовамунгу (Австрія) — 5-0
- В півфіналі переміг Олександра Мірошниченко (СРСР) — 4-1
- У фіналі переміг Гіоргіоса Цахакіса (Болгарія) — 5-0